# Collegio di Glasgow West
Glasgow West è un collegio elettorale scozzese della Camera dei Comuni del Parlamento del Regno Unito. Elegge un membro del Parlamento con il sistema first-past-the-post, ossia maggioritario a turno unico; rappresentante del collegio, dal 2024, è la laburista Patricia Ferguson.

## Estensione
Il collegio è costituito da parti degli ex collegi di Glasgow North e Glasgow North West.
È costituito dai seguenti ward della città di Glasgow:
- Drumchapel/Anniesland
- Garscadden/Scotstounhill
- Partick East/Kelvindale

## Membri del parlamento
| Elezione | Elezione | Deputato          | Partito   |
| -------- | -------- | ----------------- | --------- |
|          | 2024     | Patricia Ferguson | Laburista |

## Risultati elettorali

### Elezioni negli anni 2020
| Partito                    | Partito                                      | Candidato                  | Risultati 4 luglio 2024 | Risultati 4 luglio 2024 |
| Partito                    | Partito                                      | Candidato                  | Voti                    | %                       |
| -------------------------- | -------------------------------------------- | -------------------------- | ----------------------- | ----------------------- |
|                            | Laburista                                    | Patricia Ferguson          | 18 621                  | 46,67                   |
|                            | SNP                                          | Carol Monaghan             | 12 175                  | 30,51                   |
|                            | Verdi                                        | Nick Quail                 | 3 662                   | 9,18                    |
|                            | Reform UK                                    | Dionne Moore               | 2 098                   | 5,26                    |
|                            | Conservatore                                 | Faten Hameed               | 1 720                   | 4,31                    |
|                            | Liberal Democratici                          | James Calder               | 1 316                   | 3,30                    |
|                            | Cristiano Scozzese                           | John Cormack               | 310                     | 0,78                    |
|                            |                                              |                            |                         |                         |
| Iscritti                   | Iscritti                                     | Iscritti                   | 69 028                  | 100,00                  |
| ↳ Votanti (% su iscritti)  | ↳ Votanti (% su iscritti)                    | ↳ Votanti (% su iscritti)  | 39 902                  | 57,81                   |
| ↳ Astenuti (% su iscritti) | ↳ Astenuti (% su iscritti)                   | ↳ Astenuti (% su iscritti) | 29 126                  | 42,19                   |
|                            |                                              |                            |                         |                         |
|                            | Esito: collegio a Laburista (nuovo collegio) |                            |                         |                         |